# Яблоков, Николай Павлович
Никола́й Па́влович Я́блоков (20 декабря 1925 — 2 марта 2021) ― советский и российский криминалист, доктор юридических наук, профессор, Заслуженный юрист РСФСР, заслуженный деятель науки Российской Федерации, Почётный работник прокуратуры Российской Федерации, профессор кафедры криминалистики юридического факультета МГУ имени М. В. Ломоносова. Награждён 16 медалями. Индекс Хирша — 22.

## Биография
Николай Павлович Яблоков родился 20 декабря 1925 года в городе Фурманове Ивановской области. Во время Великой Отечественной войны и первое послевоенное время он учился и работал в системе авиационной промышленности. Н. П. Яблоков в 1946 году окончил авиационный техникум и в том же году поступил в Московский юридический институт. После окончания института в 1950 году он работал старшим экспертом Центральной криминалистической лаборатории ВИЮН Министерства юстиции СССР (1950―1953). С 1953 по 1956 годы работал начальником отдела криминалистических учреждений Министерства юстиции РСФСР.
Н. П. Яблоков в марте 1955 года под руководством А.И. Винберга защитил кандидатскую диссертацию на тему «Техническая экспертиза документов в криминалистике». В 1972 году он защитил диссертацию на соискание учёной степени доктора юридических наук на тему «Проблемы расследования и предупреждения преступлений в области охраны труда и техники безопасности». С 1956 года началась педагогическая деятельность Н.П. Яблокова. Работал доцентом, профессором, заведующим кафедрой криминалистики юридического факультета МГУ им. М.В. Ломоносова (1985―2012).

## Научная деятельность
Н. П. Яблоков был руководителем авторского коллектива и ответственным редактором учебников и коллективных монографий, подготовил 4 докторов и 34 кандидата юридических наук. Он являлся членом научно-консультативного совета Генеральной прокуратуры РФ. Член учёного совета МГУ, возглавляет секцию криминалистики, уголовного процесса и правоохранительных органов Учебно-методического совета УМО по классическому университетскому образованию. Николай Павлович член редколлегии журналов «Вестник МГУ» (серия «Право»), «Вестник криминалистики», «Криминалистъ». Н. П. Яблоков читал лекционный курс по криминалистике, спецкурс «Криминалистические проблемы борьбы с организованной преступностью». Он проводил семинарские занятия по криминалистике, руководил курсовыми и дипломными работами, а также аспирантами, опубликовал более 150 научных и учебных работ.

### Главные направления научных исследований
- Теория и методология криминалистики;
- Общие вопросы теории и практики методики расследования отдельных видов преступлений;
- Теории и практики расследования преступлений;
- Проблемы криминалистической методики;
- Методика расследования нарушений охраны труда и техники безопасности;
- Методика расследования преступлений, совершаемых организованными преступными группами;
- Вопросы криминалистической профилактики преступлений.

### Основные труды
- Криминалистическое исследование материалов документов. — М., 1961.
- Расследование и предупреждение преступных нарушений правил охраны труда и техники безопасности. — М., 1971.
- Исследование обстоятельств преступных нарушений правил безопасности труда. — М., 1980.
- Криминалистическая методика расследования. — М., 1985.
- Криминалистика социалистических стран (в соавторстве). — М., 1986.
- Основы борьбы с организованной преступностью (в соавторстве). — М., 1996.
- Расследование организованной преступной деятельности. — М., 2002.
- Криминалистика: природа и система (в соавторстве). — М., 2005.
- Борьба с мафией в Китае (в соавторстве). — М., 2006.
- Криминалистика: природа, система, методические основы (в соавторстве). — М., 2009.
- Криминалистика в вопросах и ответах. — М., 2011.
- Организованная преступная деятельность: теория и практика расследования. — М., 2014.

## Награды и звания
- Заслуженный деятель науки Российской Федерации;
- Почётный работник прокуратуры Российской Федерации;
- Заслуженный юрист РСФСР.
- заслуженный профессор МГУ